# رافائل گارسیا سرانو
رافائل گارسیا سرانو (اسپانیایی: Rafael García Serrano‎؛ ۱۱ فوریه ۱۹۱۷ – ۱۲ اکتبر ۱۹۸۸) رمان‌نویس، فیلم‌نامه‌نویس اهل اسپانیا بود که دارای گرایش‌های ایدئولوژیک فالانژیستی بود. او در نوجوانی به حزب فالانژ اسپانیا پیوست و در جریان جنگ داخلی اسپانیا به‌عنوان رزمنده در صفوف ملی‌گرایان جنگید. او هرگز از گذشته فالانژیستی خود ابراز پشیمانی نکرد. با این حال، او همچنان به‌خاطر کیفیت آثار ادبی‌اش در اسپانیا مورد احترام و توجه قرار دارد.
از فیلم‌ها یا مجموعه‌های تلویزیونی که وی در آن‌ها نقش داشته‌است، می‌توان به گلادیاتور شکست‌ناپذیر اشاره نمود.